# Цуэй, Тин
Тин Цуэ́й (англ. Ting Cui [tɪŋ tsweɪ], кит. упр. 崔婷婷, палл. Цуй Тинтин; род. 6 сентября 2002 года в Балтиморе, Мэриленд) — американская фигуристка, выступающая в одиночном катании, бронзовая медалистка чемпионата мира среди юниоров (2019), серебряная медалистка турнира серии «Челленджер» Tallinn Trophy (2018), бронзовая медалистка чемпионата США среди юниоров (2018).
По состоянию на 8 августа 2019 года занимает 33-е место в рейтинге Международного союза конькобежцев (ИСУ).

## Биография
Родилась в Балтиморе 6 сентября 2002 года. Начала кататься на коньках в 2009 году.

## Карьера

### Ранние годы
В январе 2015 года выступает на чемпионате США в категории начинающих (англ. intermediate) и завоевывает оловянную медаль (за четвёртое место).
В январе 2017 года выступает на чемпионате США в категории новичков (англ. novice) и завоевывает серебро.

### Сезон 2017/2018
В сезоне 2017/2018 состоялся её дебют в юниорской серии Гран-при. Она выступила только на одном этапе, в августе в Австралии, заняв там шестое место.
В конце декабря — начале января 2018 года выступает на чемпионате США в категории юниоров (англ. juniors) и после лишь одиннадцатого (предпоследнего) места в короткой программе со вторым результатом в произвольной завоевывает бронзу. Золото и серебро у Алисы Лю и Пуджи Калян.
В марте 2018 года впервые представила свою страну на чемпионате мира среди юниоров. Была седьмой в короткой и седьмой в произвольной программе и заняла итоговое седьмое место. Другая представительница США, Эмми Ма, стала лишь девятнадцатой.
После окончания сезона сменила тренера, перейдя от Венсана Рестенкура к Тому Закрайчеку, и теперь тренируется у него в Колорадо-Спрингс.

### Сезон 2018/2019
В сезоне 2018/2019 выступила уже на двух турнирах юниорской серии Гран-при: в Австрии стала пятой, в Чехии седьмой.
В ноябре на входящем в Претендентскую серию (серию «Челленджер») Кубке Таллина дебютировала на взрослом международном уровне, завоевав серебро.
В январе 2019 года выступила на чемпионате США, на этот раз уже во взрослой категории. В короткой программе была лишь двенадцатой, в произвольной третьей, что подняло её на пятое место по сумме.
В феврале вместе с Брейди Теннелл и Мэрайей Белл представила США на чемпионате четырёх континентов. Финишировала седьмой в короткой программе, но в произвольной упала три раза и стала лишь четырнадцатой и одиннадцатой по сумме.
В марте во второй раз представила свою страну на чемпионате мира среди юниоров. Была третьей в короткой программе и третьей в произвольной и заняла итоговое третье место (после представительниц России Александры Трусовой и Анны Щербаковой).

## Программы
| Сезон     | Короткая программа                            | Произвольная программа | Показательное выступление |
| --------- | --------------------------------------------- | --- | ------------------------- |
| 2019/2020 | - Рапсодия на тему Паганини Сергей Рахманинов | - «Wayward Sisters» (из фильма «Под покровом ночи») Абель Коженёвский - «Table for Two» (из фильма «Под покровом ночи») Абель Коженёвский |                           |
| 2018/2019 | - Рапсодия на тему Паганини Сергей Рахманинов | - Жизель Адольф Адан | - «All I Ask» Адель       |
| 2017/2018 | - «Libertango» Астор Пьяццолла                | - «Chopin» Эдвин Мартон | - «Skinny Love» Birdy     |
| 2016/2017 | - «Defend the Yellow River» Лан Лан           | - «The Wizard of Oz» Джон Уильямс |                           |

## Спортивные достижения
| Соревнования                               | 16/17         | 17/18         | 18/19         |
| Международные                              | Международные | Международные | Международные |
| ------------------------------------------ | ------------- | ------------- | ------------- |
| Чемпионаты четырёх континентов             |               |               | 11            |
| Челленджеры. Tallinn Trophy                |               |               | 2             |
| Международные среди юниоров                |               |               |               |
| Чемпионаты мира среди юниоров              |               | 7             | 3             |
| Этапы юниорского Гран-при: Австралия       |               | 6             |               |
| Этапы юниорского Гран-при: Австрия         |               |               | 5             |
| Этапы юниорского Гран-при: Чехия           |               |               | 7             |
| Philadelphia Summer International          |               | 1             |               |
| Национальные                               |               |               |               |
| Чемпионаты США                             | 2N.           | 3J.           | 5             |
| N = детский уровень; J = юниорский уровень |               |               |               |